# Wobbler (band)
Wobbler is een Noorse progressieve-rockband, die in 1999 is opgericht. 
De bron van de band vormde de vriendschap tussen toetsenist Lars Fredrik Frøislie en drummer Martin Nordrum Kneppen die samen opgroeien en het groepje The Big Huggy Bug Bear Band voeren. Zij vloeien op de hogeschool samen met de band Oter, waarin Morten Andreas Eriksen, Marius Halleland (gitaar) en Kristian Karl Hultgren (bas). Frøislie en Kneppen spelen psychedelische rock in de stijl van The Doors, Oter is meer van funk en reggae. Als Wobbler willen ze meer progressieve rock spelen in de stijl van de eindjaren zestig en beginjaren zeventig. Voorbeelden daarbij zijn Gentle Giant, Genesis, Camel, King Crimson en Emerson, Lake & Palmer. De leden gebruiken meest analoge apparatuur en muziekinstrumenten, omdat deze beter passen bij de gewenste stijl.
De bandnaam Wobbler is afkomstig uit het Engels To wobble (weifelen, wiebelen, waggelen); hetgeen verwijst naar de analoge toetsinstrumenten als Moog, Minimoog en mellotron. Deze vroege synthesizers klonken nogal instabiel en met name de mellotron had nukken. Het deed het soms ineens niet en dan ineens weer wel. Er was destijds onvoldoende kennis van de medische en hengelwereld. Men dacht niet aan het Wobblersyndroom of lokaas van kunststof (a wobble).
De band werd in 1999 opgericht. Er vinden al vroeg personeelswisselingen plaats. Als Frøislie twee demo’s opneemt, wordt aangeraden verder te gaan in de muziek. Via The Laser's Edge krijgen ze aanbieding Hinterland op te nemen. 
Daarna vinden ook steeds weer personeelswisselingen plaats, bovendien zit geen van de leden als beroeps in de muziekwereld, men doet Wobbler erbij. Alleen Frøislie heeft enige tijd in het beroepscircuit rond gedwaald, maar zag het uiteindelijk als een gewone baan. Frøislie speelt gedurende het Wobblertijdperk ook in andere bands en is voor een deel eigenaar van Termo Records. 

## Discografie
- 2005: Hinterland
- 2009: Afterglow
- 2011: Rites at dawn
- 2017: From silence to somewhere
- 2020: Dwellers of the deep